# ديفيد سميث (قسيس)
ديفيد سميث (بالإنجليزية: David Smith)‏ هو قسيس بريطاني، ولد في 14 يوليو 1935 في هارتفوردشير في المملكة المتحدة.